# Nubosoplatus inbio
Nubosoplatus inbio là một loài bọ cánh cứng trong họ Cerambycidae.